# Ekekam I
Ekekam I est un village de la région du Centre du Cameroun. Il est localisé dans l'arrondissement (commune) d'Okola. On y accède par la piste rurale qui lie Okola à Mva'a, Ekekam II à Okoukouda.

## Population et société
En 1965, la population de Ekekam I était de 455 habitants. Ekekam I comptait 753 habitants lors du dernier recensement de 2005. La population est constituée pour l’essentiel du peuple Eton.